# Joséphine Pagnier
Joséphine Pagnier (Pontarlier, 4 juni 2002) is een Franse schansspringster. Ze vertegenwoordigde haar vaderland op de Olympische Winterspelen 2022 in Peking.

## Carrière
Bij haar wereldbekerdebuut, in december 2018 in Prémanon, scoorde Pagnier direct haar eerste wereldbekerpunt. Op de wereldkampioenschappen schansspringen 2019 in Seefeld eindigde ze als 31e op de normale schans, in de landenwedstrijd eindigde ze samen met Léa Lemare, Océane Avocat Gros en Lucile Morat op de zevende plaats. In februari 2021 behaalde de Française in Hinzenbach haar eerste toptienklassering in een wereldbekerwedtrijd. In Oberstdorf nam Pagnier deel aan de wereldkampioenschappen schansspringen 2021. Op dit toernooi eindigde ze als zestiende op de normale schans en als 22e op de grote schans. Tijdens de Olympische Winterspelen van 2022 in Peking eindigde ze als elfde op de normale schans. In februari 2022 stond de Française in Hinzenbach voor de eerste maal in haar carrière op het podium van een wereldbekerwedstrijd.
Op de wereldkampioenschappen schansspringen 2023 in Planica eindigde Pagnier als dertiende op de normale schans en als 14e op de grote schans, samen met Lilou Zepchi, Julia Clair en Emma Chervet eindigde ze als zevende in de landenwedstrijd. Op 3 december 2023 boekte ze in Lillehammer haar eerste wereldbekerzege.

## Resultaten

### Olympische Spelen
| Jaar | Plaats | Resultaten |
| ---- | ------ | ---------- |
| 2022 | Peking | 11e HS106  |

### Wereldkampioenschappen
| Jaar | Plaats     | Resultaten                        |
| ---- | ---------- | --------------------------------- |
| 2019 | Seefeld    | 31e HS109 7e Team HS109           |
| 2021 | Oberstdorf | 16e HS106 22e HS137               |
| 2023 | Planica    | 13e HS100 14e HS137 7e Team HS100 |

### Wereldbeker
Eindklasseringen
| Seizoen   | Plaats |
| --------- | ------ |
| 2018/2019 | 30e    |
| 2019/2020 | 32e    |
| 2020/2021 | 22e    |
| 2021/2022 | 11e    |
| 2022/2023 | 16e    |

Wereldbekerzeges
| Datum            | Plaats      | Schans |
| ---------------- | ----------- | ------ |
| 3 december 2023  | Lillehammer | HS140  |
| 15 december 2023 | Engelberg   | HS140  |

### Grand-Prix
Eindklasseringen
| Jaar | Plaats |
| ---- | ------ |
| 2019 | 8e     |
| 2020 | 5e     |
| 2021 | 34e    |
| 2022 | Brons  |
| 2023 | 20e    |